# Vultee XA-41
Vultee XA-41 là một kiểu máy bay ném bom bổ nhào của Hoa Kỳ.

## Tính năng kỹ chiến thuật (Vultee XA-41)
Đặc tính tổng quát
- Kíp lái: 1
- Chiều dài: 48 ft 8 in (14,83 m)
- Sải cánh: 54 ft (16 m)
- Chiều cao: 13 ft 11 in (4,24 m)
- Diện tích cánh: 540 foot vuông (50 m2)
- Trọng lượng rỗng: 13.400 lb (6.078 kg)
- Trọng lượng có tải: 18.800 lb (8.528 kg)
- Trọng lượng cất cánh tối đa: 24.188 lb (10.971 kg)
- Động cơ: 1 × Pratt & Whitney R-4360 , 3.000 hp (2.200 kW)

Hiệu suất bay
- Vận tốc cực đại: 363 mph (584 km/h; 315 kn)
- Tầm bay: 800 mi (695 nmi; 1.287 km)
- Tầm bay chuyển sân: 950 mi (826 nmi; 1.529 km)
- Trần bay: 29.300 ft (8.931 m)
- Vận tốc lên cao: 2.730 ft/min (13,9 m/s)

Vũ khí trang bị

- Súng: 4 súng máy.50 cal. M2 Browning
- Bom: 6.400 lb (2.900 kg)
- Rocket: 8–12